# Angulifrons
Angulifrons is een geslacht van vliesvleugeligen uit de familie Pteromalidae. De wetenschappelijke naam van dit geslacht is voor het eerst geldig gepubliceerd in 2001 door Xiao & Huang.

## Soorten
Het geslacht Angulifrons is monotypisch en omvat slechts de volgende soort:
- Angulifrons reticulata Xiao & Huang, 2001